# Murder in the First
Murder in the First (titulada en castellano Homicidio en primer grado en España y Asesinato en primer grado en Hispanoamérica) es una película estadounidense de suspense, interpretada por Christian Slater, Kevin Bacon y Gary Oldman, dirigida por Marc Rocco y estrenada el 20 de enero de 1995 en los Estados Unidos y el 26 de octubre del mismo año en España.

## Argumento
Siendo un huérfano de 17 años de edad, Henri Young roba cinco dólares en una tienda de comestibles para alimentar a su pequeña hermana ya que ambos son indigentes. Él es detenido por el empleado de la tienda y su hermana es enviada a un orfanato. Debido a que la tienda de comestibles también tiene una oficina de correos de los EE. UU., su crimen se convierte en un delito federal. Young nunca vuelve a ver a su hermana y es sentenciado a la penitenciaría de Leavenworth, Kansas. Más tarde es trasladado a la prisión de Alcatraz, donde participa en un intento de fuga con otros dos presos, Rufus McCain y Arthur "Doc" Barker.
El plan de escape falla debido a la traición de McCain. Young es enviado a "el hoyo" que se encuentra en las mazmorras de Alcatraz, también conocido como La Roca. Excepto durante 30 minutos en el día de Navidad en 1940, se le deja allí durante tres años. Debido al largo confinamiento solitario Young pierde la cordura. Más adelante es integrado a la población general en donde experimenta un episodio psicótico en la cafetería de la prisión y ataca al delator McCain y lo apuñala hasta la muerte con una cuchara a la vista de los guardias de la prisión y de otros presos.
Young es llevado a juicio en San Francisco por asesinato en primer grado. El fiscal y la oficina de defensores públicos creen que es un caso cerrado y una condena sin duda. Al defensor público, James Stamphill, un recién graduado de la Escuela de Derecho de Harvard, se le da el caso. Después de descubrir los hechos del caso de Young, Stamphill tratará de revertir el caso y poner a Alcatraz en juicio, alegando que sus duras e inhumanas condiciones causaron que su cliente cometiera el asesinato en un arranque de locura. El juicio se vuelve altamente politizado y controvertido, ya que Stamphill logra poner en el banquillo de los acusados a Alcatraz, con lo que el jurado declara a Young culpable de homicidio involuntario, pero no de asesinato en primer grado, lo que lo habría condenado a la pena de muerte y también afirman en una declaración no vinculante que Alcatraz es culpable de crímenes contra la humanidad. Young vuelve a Alcatraz y de inmediato es enviado al hoyo, donde posteriormente muere sin más explicaciones. La película concluye con que el alcaide adjunto de La Roca, Milton Glenn, es declarado culpable de malos tratos, y se le prohibió trabajar en el Sistema Penitenciario de los EE. UU.

## Realidad histórica
La película hace numerosos cambios en los acontecimientos históricos reales. El verdadero Henri Young no fue condenado por el robo de cinco dólares para salvar a su hermana de la miseria. Él era un endurecido ladrón de bancos que por lo menos en una ocasión tomó un rehén y había cometido un asesinato en 1933. Young no era ajeno al sistema penal, antes de ser encarcelado en Alcatraz en 1936, ya había cumplido condenas en dos cárceles en los estados de Montana y de Washington. En 1935 pasó su primer año en los centros penitenciarios federales en la Isla McNeil, Washington antes de ser trasladado a Alcatraz.
La película termina con la ficción de que Henri Young es devuelto a los calabozos de Alcatraz en la década de 1940, donde supuestamente muere. En realidad, el verdadero Young permaneció en La Roca hasta 1948, antes de ser trasladado al Centro Médico de los Estados Unidos para Prisioneros Federales en Springfield, Misuri, donde permaneció hasta 1954. Mientras que en Alcatraz permaneció en el pabellón principal, a Young no se le mantuvo en el hoyo ya que este se había clausurado casi una década antes. En 1954 Young fue trasladado a la Penitenciaría del Estado de Washington en Walla Walla para comenzar una sentencia de cadena perpetua por haber cometido el asesinato de 1933.
En 1972 Young fue liberado de la cárcel del estado de Washington a los 54 años, salió en libertad condicional, pero no se reportó con su supervisor. Según las autoridades del estado de Washington se desconoce su paradero. Young nació en 1918 y si sigue vivo. En 2013 tendría 95 años de edad.
De acuerdo con el San Francisco Examiner del 16 de abril de 1941, la defensa declaró ante el tribunal que Henri Young fue encerrado en confinamiento solitario durante más de tres años. Esto está tomado literalmente y hace énfasis que pusieron en varias ocasiones a su cliente en aislamiento durante más de tres años y que por eso apuñaló en el abdomen a McCain, tan sólo once días después de que salió del confinamiento solitario, hecho claro que la defensa pretende demostrar, no sólo que era Young, sino su demencia por los golpes que el «sistema de Alcatraz le propinó».
Muchas de las ideas de la película fueron tomadas directamente de los artículos de prensa, incluida la escena final donde el jurado solo se convence del homicidio involuntario de Henri y pide que se investigue a Alcatraz.

## Reparto
- Kevin Bacon – Henri Young
- Christian Slater – James Stamphill
- Gary Oldman – Alcaide adjunto Milton Glenn
- Embeth Davidtz – Mary McCasslin
- William H. Macy – Fiscal de distrito William McNeil
- Stephen Tobolowsky – Sr. Henkin
- Brad Dourif – Byron Stamphill
- R. Lee Ermey – Juez Clawson
- Mia Kirshner – Rosetta Young Dial
- Ben Slack – Jerry Hoolihan
- Stefan Gierasch – Alcaide James Humson
- Kyra Sedgwick – Blanche,
- Alex Bookston – Dr. en Alcatraz
- David Michael Sterling – Rufus McCain
- Michael Melvin – Arthur "Doc" Barker, hijo de Kate "Ma" Barker

| Protagonistas de Murder in the First.          | Protagonistas de Murder in the First. | Protagonistas de Murder in the First.  |
| ---------------------------------------------- | ------------------------------------- | -------------------------------------- |
|                                                |                                       |                                        |
| Christian Slater interpreta a James Stamphill. | Kevin Bacon interpreta a Henry Young. | Gary Oldman interpreta a Milton Glenn. |

## Producción
Debido a que los productores querían más autenticidad en sus papeles, las estrellas Bacon, Slater y Oldman pasaron parte de su tiempo libre encerrados en celdas de la cárcel, mientras la película estaba siendo rodada con otras escenas. Bacon perdió cerca de cinco kilos para su papel de Henri Young, lo que no parece mucho pero hay que tener en cuenta que el actor es de constitución delgada.
El rodaje de las escenas de la sala del tribunal fueron interrumpidas por el terremoto de Northridge de 1994.

### Localizaciones
Murder in the First se rodó entre el 13 de diciembre de 1993 y el 12 de marzo de 1994 en diversas localizaciones de Estados Unidos, destacando la ciudad de San Francisco, y en la Isla de Alcatraz, ambas en el estado de California.

## Recepción crítica y comercial
Según la página de Internet Rotten Tomatoes obtuvo un 52% de comentarios positivos. Destacar el comentario del crítico cinematográfico Roger Ebert:

"Slater, quien en algunas tomas se parece a Kevin Costner, es un actor con talento, pero es demasiado joven para este papel, no es lo suficientemente experimentado."
Roger Ebert.

Recaudó 17 millones de dólares en Estados Unidos. Se desconoce cuáles fueron las recaudaciones internacionales y el presupuesto invertido en la producción.

## Premios
Premios del Sindicato de Actores
| Año  | Categoría              | Persona     | Resultado |
| ---- | ---------------------- | ----------- | --------- |
| 1996 | Mejor actor de reparto | Kevin Bacon | Candidato |

## DVD
En el ámbito doméstico, en formato DVD, la película Murder in the First se encuentra descatalogada en España. En Estados Unidos salió a la venta el 22 de junio de 1999, en formato DVD. El disco contiene menús interactivos, acceso directo a escenas y subtiítulos en múltiples idiomas.